# Navajovius
Navajovius — вимерлий рід плезіадапіформних, що жив в епоху палеоцену (66—56 мільйонів років тому). Plesiadapiforms були невеликими деревними ссавцями із клади пан-приматів. Navajovius був задокументований лише в місцевостях у Північній Америці. Цей рід був офіційно названий у 1921 році Волтером Грейнджером і Вільямом Метью, і типовий зразок зберігається в Американському музеї природної історії.

## Етимологія
Рід Navajovius був названий Метью та Грейнджером у 1921 році на честь гір Навахо на північ від річки Сан-Хуан, неподалік від місця його відкриття. Назва виду, N. kohlhaasae, названа на честь препаратора зразків, Ерни Кольхассе, яка очистила багато делікатних зразків, зібраних у районі Мейсон Покет.

## Опис
Було знайдено дуже мало скам'янілостей, що належать до цього роду, що обмежує описовий матеріал нижньою щелепою, верхньою щелепою та фрагментами зубів (Gunnell 1989). З цих останків ми можемо сказати, що Навайовіус був досить маленьким, з орієнтовною масою тіла в чотири грами.
Зубна формула Навайовіуса викликає великі суперечки. Нижня зубна формула була запропонована як 2-1-2-3, 1-1-3-3, 1-0-3-3, і 1-0-4-3. Проміжок між переднім зубним рядом і щічними зубами одні вважають місцем для ікла, а інші вважають діастемою, пояснюючи певну частину цієї розбіжності.
Більшість дослідників сходяться на думці, що другий різець відсутній, другий премоляр однокорінний, а четвертий премоляр має форму моляра. Обговорюється також наявність верхнього і нижнього ікла. Хоча більшість дослідників включають нижнє ікло в зубну формулу, деякі припускають, що він взагалі відсутній. Припускають також присутність рудиментарного верхнього ікла. Виходячи з його морфології та вікового діапазону, Navajovius іноді вважають одним із найбільш примітивних мікросіопідів.

## Палеобіологія
Скам'янілості Navajovius були знайдені в кількох місцях на заході Сполучених Штатів. Оскільки плезіадоподібні в основному вважаються деревними, можна припустити, що в цей час захід Сполучених Штатів був покритий лісами. Нотатки щодо колекції, знайденої в місцевості Мейсон Покет у Колорадо, де було знайдено голотип N. kohlhaasae, вказують на те, що більшість фауни, знайденої там, були деревними.
Судячи з морфології зубів, Навайовіус, швидше за все, мав загальну дієту, вживаючи різноманітну їжу, яка, можливо, включала комах, фрукти та сік дерев.